# Un Kambio pa Kòrsou
Un Kambio pa Kòrsou (Nederlands:Verandering voor Curacao), kortweg UKPK, is een Curaçaose politieke partij. 
De partij is in november 2020 opgericht door Raichel Sintjacoba en Stephany Willems als jongerenpartij. Raichel Sintjacoba, die actief is als opbouwwerker, is politiek leider van de partij. Speerpunten van de partij zijn de jeugd, armoedebestrijding  en goed (naschools) onderwijs.
Als een van de acht partijen kwam de UKPK door de lijstondersteuning van verkiezingen op 19 maart 2021 met maar liefs 1514 stemmen. Haar kandidatenlijst bestond geheel uit nieuwkomers in de politiek. Bij de verkiezingen zelf werd lijsttrekker Sintjacoba op drie na de grootste stemmentrekker, echter de partij kwam voor een statenzetel 51 stemmen tekort.